# Kurt Petermann
Kurt Petermann (* 1930 in Holzweißig; † 27. Dezember 1984 in Leipzig) war ein deutscher Musikwissenschaftler, Tanzwissenschaftler und Regisseur. Er gründete 1957 das Tanzarchiv Leipzig am Zentralhaus für Kulturarbeit der DDR zur Dokumentation und Förderung der Volkstanzpraxis, das er bis zu seinem Tod leitete. Er war Herausgeber der ersten deutschen Tanzbibliographie, die alle deutschsprachigen Schriften zum Tanz vom 15. Jahrhundert bis 1963 enthält, und der Documenta Choreologica.

## Veröffentlichungen
Bedeutendste Publikation:
- Kurt Petermann: Tanzbibliographie. Verzeichnis der in deutscher Sprache veröffentlichten Schriften und Aufsätze zum Bühnen-, Gesellschafts-, Kinder-, Volks- und Turniertanz sowie zur Tanzwissenschaft, Tanzmusik und zum Jazz. Herausgegeben von der Akademie der Künste, Tanzarchiv, VEB Bibliographisches Institut Leipzig, Leipzig 1978–1982

Weitere Werke:
- Es steht ein Baum im Odenwald. Leipzig 1957
- Fröhlich wollen wir heben an. Leipzig 1958
- Das Quodlibet – eine Volksliedquelle?. Leipzig 1961
- Sowjetische Tanzliteratur. Leipzig 1967
- Gesellige Tänze und Tanzspiele. Leipzig 1968
- Staatliches Gesangs- und Tanzensemble Mazowsze. Leipzig 1969
- Staatliches Gesangs- und Tanzensemble der Georgischen SSR. Leipzig 1969
- Staatliches Tanzensemble Berjoska. Leipzig 1970
- Der Tanz in der Sowjetunion. Leipzig 1970
- Vom Hoppelrei zum Beat: Tanzimpressionen aus 2 Jahrtausenden. Berlin 1973 mit Norbert Molkenbur und Jo Schulz
- Wechselbeziehungen zwischen Volks- und Gesellschaftstanz. Leipzig 1982